# Antikythera
Anticythera sau Antikythera (pronunție în engleză [ˌæntɪkɪˈθɪərə]) (în greacă Αντικύθηρα, în greaca veche: Ἀντικύθηρα) este o insulă grecească situată la sud de peninsula Peloponez și la nord-vest de insula Creta, are o suprafață de 20 km².
Principala așezare este portul Potamós (cu o populație de 18 locuitori potrivit recensământului din 2001). Alte așezări sunt Galanianá (populație: 17) și Charchalianá (populație: 9). Antikythera este sporadic vizitată de feriboturi care urmează traseul Pireu (Atena) - Kissamos-Kastelli (Creta).